# المجلس الوطني الإيراني للانتخابات الحرة
المجلس الوطني لإيران (NCI)، (بالفارسية: شورای ملی ایران، "Šurā-ye melli-e Īrān") ، والمجلس الوطني الإيراني للانتخابات الحرة ،  هو مجموعة مظلة فضفاضة للمعارضة المنفية لحكومة الجمهورية الإسلامية الإيرانية. إنها بمثابة حكومة رضا بهلوي في المنفى إما لاستعادة العرش السابق  أو كرئيس جديد لإيران بعد الإطاحة بالحكومة الحالية.
يدعي «المجلس الوطني» بأنه «جمع عشرات الآلاف من المؤيدين للديمقراطية من داخل إيران وخارجها». كما تدعي أنها تمثل الأقليات الدينية والإثنية. حسب كينيث كاتزمان، فإن المجموعة التي تأسست مع أكثر من 30 مجموعة «عانت من انشقاقات ويبدو أن مستوى نشاطها ضئيل».